# Melocanna
Melocanna es un género de plantas herbáceas de la familia de las poáceas. Es originario del este de Asia. 

## Especies
- Melocanna arundina
- Melocanna baccifera